# Монтефелтро
Монтефелтро (на италиански: Montefeltro; на латински: Mons Feretri) е историческа територия v Апенините в Италия. Днес се намира в регионите Емилия-Романя, Тоскана и Марке. Граничи с Република Сан Марино.
От Монтефелтро произлиза фамилията Да Монтефелтро. Монтефелтро е територията на старата диоцеза Монтефелтро, с резиденция първо Сан Лео, от 1572 г. Пенабили.
Монтефелтро има площ от 987,49 km² и население 73 031 души (на 31 декември 2008).
Главните градове на Монтефелтро са Сан Лео и Пенабили, също Карпеня и Новафелтрия. Най-високият връх е Монте Карпеня (Monte Karpegna) (1415 метра).